# Schuld (Ahr)
Schuld is een plaats in de Duitse deelstaat Rijnland-Palts, en maakt deel uit van de Landkreis Ahrweiler.
Schuld telt 660 inwoners (2018).
In juli 2021 werd het dorp zwaar beschadigd door overstromingen van de Ahr na aanhoudende regenbuien.

## Bestuur
De plaats is een Ortsgemeinde en maakt deel uit van de Verbandsgemeinde Adenau.